# العلاقات الماليزية الموريتانية
العلاقات الماليزية الموريتانية هي العلاقات الثنائية التي تجمع بين ماليزيا وموريتانيا.

## مقارنة بين البلدين
هذه مقارنة عامة ومرجعية للدولتين:
| وجه المقارنة                                              | ماليزيا       | موريتانيا                 |
| --------------------------------------------------------- | ------------- | ------------------------- |
| المساحة (كم2)                                             | 330.29 ألف    | 1.03 مليون                |
| عدد السكان (نسمة)                                         | 31.62 مليون   | 4.42 مليون                |
| الكثافة السكانية (ن./كم²)                                 | 95.73         | 4.29                      |
| العاصمة                                                   | كوالالمبور    | نواكشوط                   |
| اللغة الرسمية                                             | لغة ماليزية   | اللغة العربية، لغة فرنسية |
| العملة                                                    | رينغيت ماليزي | أوقية موريتانية، أوقية ‏   |
| الناتج المحلي الإجمالي (بليون دولار)                      | 314.50 مليار  | 5.02 مليار                |
| الناتج المحلي الإجمالي (تعادل القوة الشرائية) بليون دولار | 817.43 مليار  |                           |
| الناتج المحلي الإجمالي الاسمي للفرد دولار أمريكي          | 9.77 ألف      |                           |
| الناتج المحلي الإجمالي للفرد دولار أمريكي                 | 25.64 ألف     | 3.91 ألف                  |
| مؤشر التنمية البشرية                                      | 0.779         | 0.506                     |
| رمز المكالمات الدولي                                      | +60           | +222                      |
| رمز الإنترنت                                              | .my           | .mr                       |
| المنطقة الزمنية                                           | ت ع م+08:00   | 00                        |

## منظمات دولية مشتركة
يشترك البلدان في عضوية مجموعة من المنظمات الدولية، منها:
| علم المنظمة | اسم المنظمة                               | تاريخ انضمام ماليزيا | تاريخ انضمام موريتانيا |
| ----------- | ----------------------------------------- | -------------------- | ---------------------- |
|             | البنك الدولي للإنشاء والتعمير             | 7 مارس 1958          | 10 سبتمبر 1963         |
|             | منظمة التجارة العالمية                    | ?                    | 31 مايو 1995           |
|             | المركز الدولي لتسوية المنازعات الاستشارية | 14 أكتوبر 1966       | 14 أكتوبر 1966         |
|             | منظمة التعاون الإسلامي                    | ?                    | ?                      |
|             | منظمة حظر الأسلحة الكيميائية              | ?                    | ?                      |
|             | الأمم المتحدة                             | 17 سبتمبر 1957       | 27 أكتوبر 1961         |
|             | منظمة الشرطة الجنائية الدولية             | ?                    | ?                      |
|             | وكالة ضمان الاستثمار متعدد الأطراف        | 6 ديسمبر 1991        | 8 سبتمبر 1992          |
|             | يونسكو                                    | 16 يونيو 1958        | 10 يناير 1962          |
|             | مؤسسة التنمية الدولية                     | 24 سبتمبر 1960       | 10 سبتمبر 1963         |
|             | مؤسسة التمويل الدولية                     | 20 مارس 1958         | 29 ديسمبر 1967         |
|             | الاتحاد البريدي العالمي                   | ?                    | ?                      |
|             | الاتحاد الدولي للاتصالات                  | 3 فبراير 1958        | 18 أبريل 1962          |

## وصلات خارجية
- موقع وزارة الخارجية الماليزية